# Lemniscomys zebra
Lemniscomys zebra es una especie de roedor de la familia Muridae.

## Distribución geográfica
Se encuentra en Benín, Burkina Faso, Chad, República Democrática del Congo, Costa de Marfil, Gambia, Ghana,  Guinea, Guinea-Bissau, Kenia, Malí, Nigeria, Nigeria, Senegal, Sudán, Sudán del Sur, Tanzania, Togo, Uganda, y, posiblemente, Etiopía.

## Hábitat
Su hábitat natural son: sabana, húmeda subtropical o tropical, matorral húmedo, la tierra herbáceos, y las plantaciones.